# Espacio distinguido
En análisis funcional y en otras áreas relacionadas de las matemáticas, los espacios distinguidos son espacio vectorial topológico (EVT) que tienen la propiedad de que los subconjuntos acotados *débil de sus biduales (es decir, los espacios duales fuertes de sus espacios duales fuertes) están contenidos en la clausura *débil de algún subconjunto acotado del bidual.

## Definición
Supóngase que {\displaystyle X} es un espacio localmente convexo, y considérese que {\displaystyle X^{\prime }} y {\displaystyle X_{b}^{\prime }} denoten el espacio dual fuerte de {\displaystyle X} (es decir, el espacio dual de {\displaystyle X} dotado con la topología dual fuerte).
Sea {\displaystyle X^{\prime \prime }} el espacio dual continuo de {\displaystyle X_{b}^{\prime }} y {\displaystyle X_{b}^{\prime \prime }} el dual fuerte de {\displaystyle X_{b}^{\prime }.}
Sea {\displaystyle X_{\sigma }^{\prime \prime }}, denotándose {\displaystyle X^{\prime \prime }} dotado de la topología *débil inducida por {\displaystyle X^{\prime },} donde esta topología se denota por {\displaystyle \sigma \left(X^{\prime \prime },X^{\prime }\right)} (es decir, la topología de convergencia puntual en {\displaystyle X^{\prime }}).
Se dice que un subconjunto {\displaystyle W} de {\displaystyle X^{\prime \prime }} está acotado por {\displaystyle \sigma \left(X^{\prime \prime },X^{\prime }\right)} si es un subconjunto acotado de {\displaystyle X_{\sigma }^{\prime \prime }} y se llama al cierre de {\displaystyle W} en el EVT {\displaystyle X_{\sigma }^{\prime \prime }} el cierre {\displaystyle \sigma \left(X^{\prime \prime },X^{\prime }\right)} de {\displaystyle W}.
Si {\displaystyle B} es un subconjunto de {\displaystyle X}, entonces el polar de {\displaystyle B} es {\displaystyle B^{\circ }:=\left\{x^{\prime }\in X^{\prime }:\sup _{b\in B}\left\langle b,x^{\prime }\right\rangle \leq 1\right\}.}
Un espacio localmente convexo de Hausdorff {\displaystyle X} se denomina espacio distinguido si satisface cualquiera de las siguientes condiciones equivalentes:
1. Si {\displaystyle W\subseteq X^{\prime \prime }} es un subconjunto acotado por {\displaystyle \sigma \left(X^{\prime \prime },X^{\prime }\right)} de {\displaystyle X^{\prime \prime }}, entonces existe un subconjunto acotado {\displaystyle B} de {\displaystyle X_{b}^{\prime \prime }} cuyo cierre {\displaystyle \sigma \left(X^{\prime \prime },X^{\prime }\right)} contiene a {\displaystyle W}.[1]
2. Si {\displaystyle W\subseteq X^{\prime \prime }} es un subconjunto acotado por {\displaystyle \sigma \left(X^{\prime \prime },X^{\prime }\right)} de {\displaystyle X^{\prime \prime }}, entonces existe un subconjunto acotado {\displaystyle B} de {\displaystyle X} tal que {\displaystyle W} está contenido en {\displaystyle B^{\circ \circ }:=\left\{x^{\prime \prime }\in X^{\prime \prime }:\sup _{x^{\prime }\in B^{\circ }}\left\langle x^{\prime },x^{\prime \prime }\right\rangle \leq 1\right\},}, que es el polar (en relación con la dualidad {\displaystyle \left\langle X^{\prime },X^{\prime \prime }\right\rangle }) de {\displaystyle B^{\circ }.}[1]
3. El dual fuerte de {\displaystyle X} es un espacio barrilado.[1]

Si además {\displaystyle X} es un espacio localmente convexo metrizable, esta lista puede ampliarse para incluir:
1. (Grothendieck) El dual fuerte de {\displaystyle X} es un espacio bornológico.[1]

## Condiciones suficientes
Todos los espacios vectoriales normados y espacios semireflexivos son espacios distinguidos.
Los espacios LF son espacios distinguidos.
El espacio dual fuerte {\displaystyle X_{b}^{\prime }} de un espacio de Fréchet {\displaystyle X} se distingue si y solo si {\displaystyle X} es cuasi barrilado.

## Propiedades
Todo espacio distinguido localmente convexo es un espacio H.

## Ejemplos
Existen espacios de Banach distinguidos que no son semirreflexivos.
El espacio dual fuerte de un espacio de Banach distinguido no es necesariamente separable; el {\displaystyle l^{1}} es uno de estos espacios.
El espacio dual fuerte de un espacio de Fréchet distinguido no es necesariamente un espacio metrizable.
Existe un espacio de Mackey {\displaystyle X} no cuasi barrilado, no reflexivo y semirreflexivo, cuyo dual fuerte es un espacio de Banach no reflexivo.
Existen espacios H que no son espacios distinguidos.
Los espacios de Montel de Fréchet son espacios distinguidos.